# Eiche nordöstlich Brunn
Die Eiche nordöstlich Brunn, steht ca. 600 m nordöstlich des Weiler Brunn in der Gemeinde Tittmoning, im Landkreis Traunstein.
Sie wurde im Jahr 1954 als Naturdenkmal unter Schutz gestellt und wird vom Bayerischen Landesamt für Umwelt unter der Nummer ND-01311 gelistet.